# Pierre de Gondi
Pierre de Gondi (ur. w 1533 w Lyonie, zm. 17 lutego 1616) – biskup Paryża i kardynał.

## Życiorys
Pochodził z rodziny Gondich, która doszła do wysokich godności za rządów Katarzyny Medycejskiej i w burzliwych czasach wojen religijnych we Francji. Był starszym bratem księcia Alberta de Gondi. W 1566 otrzymał godność biskupa Langres, a w 1569 biskupa Paryża. W 1587 został przyjęty do kolegium kardynalskiego, ale nie uczestniczył w żadnym z sześciu konklawe zwołanych w czasie sprawowania tej godności. Brał udział w wielu misjach dyplomatycznych królów Henryka III oraz Henryka IV do Rzymu.
Jego następcą na tronie biskupim został jego bratanek – Henri de Gondi.